# Kentrozaur
Kentrozaur (Kentrosaurus) − roślinożerny dinozaur należący do rodziny stegozaurów. Żył na obszarze wschodniej Afryki.
Jego nazwa znaczy − kolczasty jaszczur
Inne nazwy:

Doryphorosaurus 

Kentrurosaurus

## Opis

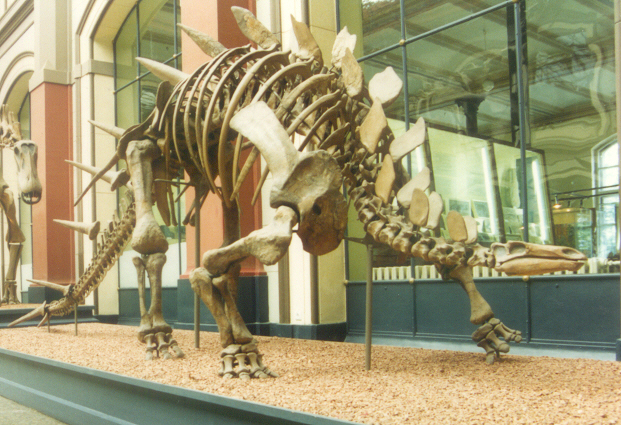
szkielet kentrozaura (Humboldt Universitat zu Berlin)

Żył w późnej jurze, około 155 mln lat temu. Miał ok. 5 m długości, ważył ok. 1 tony i żywił się roślinami. Jego pierwszy szkielet został odnaleziony w Tanzanii na początku XX wieku. Był uzbrojony w potężne kolce znajdujące się na ogonie i na wysokości łopatek, które służyły do obrony przed drapieżnikami. Miał na grzbiecie dwa rzędy płyt kostnych w kształcie trójkątów pokrytych (jak się sądzi) dobrze ukrwioną skórą. Zapewne służyły one do regulacji temperatury ciała. 
Kentrozaur jest blisko spokrewniony z dacentrurem.

## Gatunki
Lista znanych gatunków:
- Kentrosaurus aethiopicus, Hennig 1915
- Kentrosaurus longispinus, Gilmore 1914/Olshevsky 1993
- Kentrosaurus durobrivensis, Hulke 1887/Martill 1988